# Halophila major
Halophila major är en dybladsväxtart som först beskrevs av Heinrich Zollinger, och fick sitt nu gällande namn av Friedrich Anton Wilhelm Miquel. Halophila major ingår i släktet Halophila och familjen dybladsväxter. IUCN kategoriserar arten globalt som otillräckligt studerad. Inga underarter finns listade.